# Матвеев, Матвей Викторович
Матвей Викторович Матвеев (9 апреля 1993, Туголесский Бор, Шатурский район, Московская область) — российский футболист, защитник и полузащитник.

## Биография
Начинал заниматься футболом в Москве, в школах «Спартака» и «Локомотива». В юношеском возрасте перешёл в школу «КАМАЗа». С 2010 года играл за второй и третий составы челнинской команды в любительских соревнованиях. С 2012 года выступал за основной состав «КАМАЗа» во втором дивизионе. В 2014 году перешёл в новочеркасский «МИТОС», за который выступал полтора сезона, затем также полтора года играл за тверскую «Волгу».
В июле 2017 года, после расформирования «Волги», перешёл в казахстанский «Окжетпес». Дебютировал в чемпионате Казахстана 22 октября 2017 года в матче против «Тобола», выйдя на замену на 79-й минуте вместо Лукаса Хорвата. Всего до конца сезона выходил на поле в двух матчах.
После возвращения из Казахстана выступал в Москве в любительских соревнованиях. Сезон 2021 года провёл в клубе первой лиги Белоруссии «Орша», затем завершил игровую карьеру.
Тренер ДЮСШ 82.